# 岡野均
岡野 均（おかの ひとし、1953年 - 1999年2月6日）は、朝日放送東京支社の元チーフプロデューサー。

## 来歴・人物
京都大学卒業後、朝日放送へ入社し、ディレクター時代に「プロポーズ大作戦」などを担当。その後、東京支社に異動となってからは「驚きももの木20世紀」「たけしの万物創世紀」「人気者でいこう!」を立ち上げると同時にチーフプロデューサーを務めた。45歳で死去。
妻は、アナウンサーの岡野久子（旧姓:石森）。久子は北海道テレビ放送時代は『ニュースロータリー』、『GO!GO!5時』、退社後は『ナイトinナイト』の「おっちゃんVSギャル」に出演していた。

## 担当番組
- 「プロポーズ大作戦」（ディレクター）
- 「摩訶不思議 ダウンタウンの…!?」（プロデューサー）
- 「驚きももの木20世紀」（プロデューサー）
- 「たけしの万物創世紀」（プロデューサー）
- 「人気者でいこう!」（チーフプロデューサー）

他